# (21) Lutetia
(21) Lutetia – planetoida z pasa głównego.

## Odkrycie
Planetoida została odkryta 15 listopada 1852 przez Hermanna Mayera Salomona Goldschmidta z balkonu jego apartamentu w Paryżu. Nazwa pochodzi od łacińskiego odpowiednika nazwy „Paryż”.
Jest to pierwsza planetoida odkryta przez astronoma amatora.

## Orbita

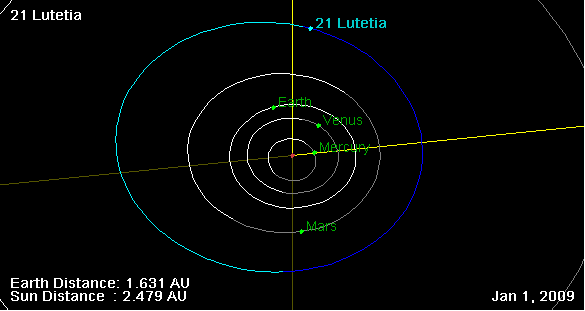
Orbita planetoidy, 2009-01-01

Orbita Lutetii jest nachylona do płaszczyzny ekliptyki pod kątem 3,06°. Na jeden obieg wokół Słońca potrzebuje 3 lat i 291 dni, krążąc w średniej odległości 2,43 j.a. Średnia prędkość orbitalna to ok. 18,96 km/s.

## Właściwości fizyczne
(21) Lutetia ma rozmiary 132 × 101 × 76 km. Jej albedo określane jest na około 0,194 lub około 0,22, a jasność absolutna około 7,50m. Planetoida ta zalicza się najprawdopodobniej do typu M. Jej powierzchnia jest stosunkowo jasna i zawiera komponenty metaliczne, choć badania wskazują również na obecność pewnych ilości krzemianów oraz cienkiej warstwy regolitu, podobnie jak w przypadku innych planetoid.  Średnia temperatura na jej powierzchni sięga ok. 172 K, maksymalna zaś 266 K (−7 °C).
Powierzchnia jest pokryta wieloma kraterami uderzeniowymi o różnej wielkości i wieku.
Lutetia rotuje w czasie 8 godzin i 10 minut, a oś obrotu nachylona jest pod kątem 85–89° do płaszczyzny ekliptyki, zatem – podobnie jak Uran – planetoida ta „toczy się” niemalże po swojej trajektorii.

## Misje kosmiczne

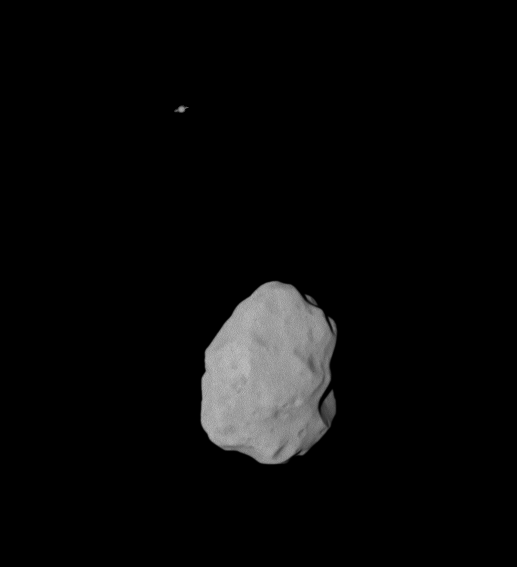
Lutetia z Saturnem w tle

10 lipca roku 2010 o 15:44 sonda kosmiczna Rosetta przeleciała z prędkością 15 km/s w odległości 3169 km od Lutetii. Przesłane na Ziemię zdjęcia ukazały struktury z rozdzielczością do 60 metrów.